# James Parkinson
James Parkinson (Londen, 11 april 1755 – aldaar, 21 december 1824) was een Britse arts die de ziekte van Parkinson voor het eerst beschreef.
James Parkinson werd geboren als zoon van John Parkinson, in Londen werkzaam als apotheker en chirurg. Waar Parkinson zijn studie geneeskunde heeft gedaan is onbekend, maar in 1784 was hij chirurg te Londen. In 1783 trouwde hij met Mary Dale en kreeg uiteindelijk zes kinderen. Na verloop van tijd nam hij de praktijk van zijn vader over.
In 1817 schreef hij een publicatie waarin hij de shaking palsy beschreef. Palsy verwees naar de spierverzwakking en shaking verwees naar de tremor die opviel. Later werd deze aandoening de ziekte van Parkinson genoemd.
Parkinson was medeoprichter van wetenschappelijke genootschappen voor geneeskunde en geologie. Samen met een aantal vrienden, onder wie Humphry Davy en George Bellas Greenough, richtte hij de Geological Society op. Hij heeft handboeken geschreven over scheikunde en ook paleontologie had zijn interesse. Ook zette hij zich in voor de hulpbehoevenden en arme mensen en was hij lid van een aantal geheime politieke sociëteiten waaronder de London Corresponding Society for Reform of Parliamentary Representation in 1792. Deze sociëteit zou betrokken zijn geweest bij de "popgun plot", een complot om de Britse koning George III te vermoorden.
In 1824 kreeg Parkinson een beroerte die de gehele rechterkant van zijn lichaam verlamde en hem beroofde van zijn spraak. Zijn zoon John William, die in Londen een praktijk voerde, verpleegde hem met de grootste zorg, maar dat mocht niet baten. Parkinson overleed op 69-jarige leeftijd in zijn geboortestad.
De ziekte van Parkinson is een van de bekendste eponiemen van de geneeskunde, maar toch heeft Parkinson slechts weinig aandacht gekregen voor zijn ontdekking. Het was pas in 1912, toen de Amerikaan J.G. Rowntree een artikel over hem schreef in een medisch tijdschrift, dat de ontdekker van de ziekte van Parkinson aandacht kreeg.